# Masiówki (Wszachów)
Masiówki – część wsi Wszachów w Polsce, położona w województwie świętokrzyskim, w powiecie opatowskim, w gminie Baćkowice.
W latach 1975–1998 Masiówki administracyjnie należały do województwa tarnobrzeskiego.